# Echinopsis mamillosa
Echinopsis mamillosa – gatunek rośliny okrytonasiennej z rodziny kaktusowatych, pochodzi z Boliwii.

## Morfologia
Pędy Echinopsis mamillosa wyrastają samotnie.
ŁodygaO kształcie kulistym w kolorze ciemnej zieleni osiąga 30 cm wysokości i 8 cm średnicy. Występuje od 13 do 17 żeber, tworzących guzki. Zaokrąglone areole rozmieszczone są w odległości 12 m. Wyrastają z nich ciernie barwy żółtawej z brązowym końcem. Od jednego do czterech cierni środkowych  średnicy osiąga 10 mm długości, podczas gdy ciernie boczne w liczbie 8–12 mierzą od 5 do 10 mm.
KwiatyBarwy białej, różowe na brzegu płatków. Wydają się duże w stosunku do średnicy łodygi, osiągając 8 cm średnicy i 13–18 cm długości.

## Systematyka i zmienność
Gatunek Echinopsis mamillosa opisano pierwotnie w 1907. Dokonał tego niemiecki botanik Robert Louis August Maximilian Gürke. Do taksonu włączono E. silvatica F.Ritter jako podgatunek silvatica. Autorami byli Pierre Josef Braun i Eddie Esteves Pereira (1995). Rodzaj Echinopsis wciąż budzi kontrowersje; nie uważa się go za takson monofiletyczny.
W obrębie gatunku wyróżnia się dwa podgatunki. E. m. mamillosa jest niższy, osiągając zazwyczaj do 6 cm wysokości. Ma 17 żeber. Podgatunek silvatica jest wyższy, ale ma mniej żeber.